# Мирбадалев, Мир Хайдар Касымович
Мир Хайдар Касымович Мирбадалев (1860, Оренбург — 22 января 1938, Мешхед, Иран) — один из первых узбекских генералов.
Он родился в Оренбурге в семье бухарского подданного. В этом же городе окончил уездное училище.
С 1880 года он служил переводчиком в управлении начальника Самаркандского отдела, в Канцелярии начальника Зеравшанского округа, в управлении начальника Катакурганского отдела и при начальнике Зеравшанского округа.
Со времени открытия в Бухарском эмирате в августе 1886 года Российского Императорского политического агентства старший письменный переводчик Мирбадалев осуществлял переводы русских документов на языки народов Средней Азии. 
Он сменил бухарское подданство на российское, но в Бухарском эмирате его никогда не считали изменником. Он пользовался абсолютным доверием эмира и высших сановников эмирата. Он был заведующим Русской канцелярией эмира Сейида Алим-хана.
Он был прогрессистом, ответственным редактором издававшейся джадидами газеты «Бухара-и-шариф» («Священная Бухара»).
В 1890 году был награждён орденом Св. Станислава 3-й ст., в 1897 — Св. Анны 3-й ст., в 1904 — Св. Станислава 2-й ст. Удостоен ордена Св. Анны 2-й степени за (1910) за заслуги «в деле умиротворения враждовавших последователей двух толков ислама», суннитов и шиитов в Бухаре, — заслуги, которые «были по достоинству оценены и местным бухарским населением в лице его высшего духовенства, купечества и горожан, поднесших ему благодарственный адрес». Мирбадалев дослужился до звания генерал-майора Русской армии.
Весной 1917 года был отправлен эмиром Сейидом Алим-ханом в отставку. В 1918 г. сыграл важную роль в спасении британского политического эмиссара в Туркестане подполковника Ф. Бейли.
После занятия Бухары Красной Армией Мирбадалев вынужден был покинуть страну.
В эмиграции его усилиями было создано общежитие, оказавшее за годы своего существования помощь кровом, пищей и работой тысячам обездоленных людей. Был представителем Нансеновского комитета Лиги Наций в Мешхеде.
Мир Хайдар Касымович ушёл из жизни 22 января 1938 года в Мешхеде в Иране.